# Hội Thánh Tin Lành Trưởng lão Việt Nam
Hội Thánh Tin Lành Trưởng lão Việt Nam (chữ Anh: Presbyterian Church of Vietnam, viết tắt: PCV) là một hệ phái Cơ Đốc giáo theo truyền thống Trưởng lão, được thành lập tại Việt Nam vào năm 1968. Sau biến cố 30 tháng 4 năm 1975, khi Chiến tranh Việt Nam kết thúc, hoạt động của Hội Thánh bị gián đoạn trong nhiều năm. Tuy nhiên, "sau bóng tối là ánh sáng" (Job 17:12) – Hội Thánh đã được tái lập vào năm 1998 bởi các mục sư người Việt Nam và chính thức được Nhà nước công nhận vào năm 2008.

## Lịch sử
Hội Thánh Tin Lành Trưởng lão Việt Nam được thành lập năm 1968 bởi các nhà truyền giáo đến từ Hội Thánh Tin Lành Trưởng lão Hoa Kỳ – một trong những Giáo hội Cải chính lớn của thế giới, kế thừa đức tin theo truyền thống của Jean Calvin và John Knox. Tuy nhiên, sau khi Chiến tranh Việt Nam chấm dứt vào năm 1975, nhiều cộng đồng tôn giáo trong nước phải đối diện với thử thách cam go, trong đó có sự đàn áp và hạn chế sinh hoạt tôn giáo. Hội Thánh Tin Lành Trưởng lão Việt Nam, vì thế, buộc phải ngừng hoạt động trong một thời gian dài.
Mãi đến năm 1998, với đức tin "dầu bị chèn ép mọi cách, nhưng không bị nghiền nát" (2 Corinth 4:8), các mục sư người Việt đã dũng cảm đứng lên tái lập Hội Thánh. Nỗ lực ấy được đền đáp khi năm 2008, chính quyền Việt Nam công nhận sự hiện diện hợp pháp của Hội Thánh. Tuy nhiên, bóng tối chưa hẳn đã tan hết. Vào năm 2015, Hội Thánh tiếp tục báo cáo rằng một số địa phương vẫn có hành vi kì thị và gây khó dễ cho sinh hoạt tôn giáo của tín hữu. Dẫu vậy, lời Kinh Thánh vẫn vang vọng: "Phước cho những người chịu bắt bớ vì sự công chính, Vì vương quốc thiên đàng thuộc về họ!" (Matthew 5:10). Vì ân điển Đức Chúa Trời mà Hội Thánh đã vượt qua sóng gió, gìn giữ đức tin và tiếp tục gây dựng cộng đồng.
Tính đến năm 2015, Hội Thánh Tin Lành Trưởng lão Việt Nam đã có khoảng 17.000 tín hữu – minh chứng cho đà phát triển mạnh mẽ trong vòng gần hai thập kỉ kể từ ngày tái lập.

## Quan hệ liên giáo hội
Hội Thánh Tin Lành Trưởng lão Việt Nam không chỉ sống đạo trong nội tại, mà còn tích cực tham gia vào công cuộc hiệp nhất và truyền bá Tin Lành toàn cầu. Hội Thánh là thành viên chính thức của: Hiệp hội các Giáo hội Cải cách Phổ quát (WCRC, en) và Liên hiệp Cộng đồng Tin Lành Việt Nam (VEA).